# Harlingen (Teksas)
Harlingen je grad u američkoj saveznoj državi Teksas. Prema popisu stanovništva iz 2010. u njemu je živjelo 64.849 stanovnika.